# مسیر غرب (فیلم)
مسیر غرب (انگلیسی: The Way West) یک فیلم در ژانر وسترن به کارگردانی اندرو وی. مک‌لاگلن است که در سال ۱۹۶۷ منتشر شد.

## بازیگران
- کرک داگلاس
- رابرت میچام
- ریچارد ویدمارک
- لولا آلبرایت
- جک ایلام
- سالی فیلد
- ویلیام لوندیگان
- هری کری جونیور
- پاتریک نولز
- کانی سایر
- ایو مک‌وی